# 滋野井公賢
滋野井 公賢（しげのい きんかた、建仁3年（1203年） - 没年不詳）は、鎌倉時代前期の公家。権大納言・滋野井実宣の長男。官位は正四位下・参議。

## 経歴
後鳥羽院政期中期の承元3年（1209年）従五位下に叙爵し、建保2年（1214年）侍従に任官する。承久元年（1219年）右近衛少将に遷ると、承久3年（1221年）正月に正五位下、12月に従四位下と昇進。父の滋野井実宣から昇進面で支援を受け、貞応元年（1222年）実宣が左衛門督を辞して公賢は右近衛中将に、嘉禄元年（1225年）7月には実宣が権大納言を辞した代わりに、公賢は上﨟8名を超えて蔵人頭に任ぜられている。同年中に正四位下・参議に叙任されて公卿に列した。
公賢には本妻として承久の乱で処刑された権中納言・葉室光親の娘、妾に押小路姫宮戸部（承明門院中納言の娘）がいたが、実宣から「権門富有の婚姻」を勧められ「無縁の妻妾を禁制」して妻妾との離縁を迫られる。公賢がこれを拒むと、実宣から朝廷出仕に関する支援を停止されてしまう。公賢はこれらによる心労が重なったこともあり、嘉禄2年（1226年）正月28日に生母の周忌仏事を終えると、夜半に二人の妻妾とともに逐電・出家した。最終官位は参議正四位下兼越中権守。

## 官歴
『公卿補任』による。
- 承元3年（1209年） 正月5日：従五位下（前女御琮子給）
- 建保2年（1214年） 正月13日：侍従
- 建保6年（1218年） 正月5日：従五位上。正月13日：越前介
- 承久元年（1219年） 11月3日：右近衛少将
- 承久3年（1221年） 正月13日：正五位下（新院去年）。12月14日：従四位下、少将如元
- 貞応元年（1222年） 11月15日：右近衛中将（父卿辞右衛門督）
- 貞応2年（1223年） 正月27日：丹波介。2月25日：兼中宮権亮（立后日、中宮・三条有子）。3月16日：従四位上（中宮入内）
- 嘉禄元年（1225年） 7月6日：蔵人頭（父卿辞大納言）、重服（母）。7月24日：復任。11月7日：正四位下。12月22日：参議、中将権亮如元
- 嘉禄2年（1226年） 正月23日：兼越中権守。正月28日：出家（参議正四位下兼越中権守）

## 系譜
注記のないものは『尊卑分脈』による。
- 父：滋野井実宣
- 母：家女房
- 妻：葉室光親の娘[1]
- 妾：押小路姫宮戸部（承明門院中納言の娘）[1]
- 生母不詳の子女
  - 男子：実厳
  - 男子：滋野井宣子